# Пауль Кібівотт Кургат
Пауль Кібівотт Кургат (Paul Kibiwott Kurgat) (1961) — кенійський дипломат. Надзвичайний і Повноважний Посол Кенії в Росії, за сумісництвом акредитований в Україні, Республіка Білорусь і Республіка Казахстан.

## Життєпис
Народився в окрузі Какамега в 1961 році, але зараз живе в Уасіні Гішу. Він має ступінь кандидата історичних наук з університету Moi, ступінь магістра міжнародних відносин Інститут міжнародних відносин Київського національного університету імені Тараса Шевченка, диплом з питань миру та безпеки з Упсальського університету в Швеції та інший диплом з вирішення конфліктів з того ж університету.
Він стверджує, що його історичні дослідження дадуть можливість МСБО зрозуміти діяльність людини і різні культури і як їх слід враховувати при підготовці до виборів. Він пообіцяв застосувати жорсткі дії проти претендентів, які пропагують насильство.